# Povestea lenei
Povestea lenei este un film românesc din 1983 regizat de Liana Petruțiu.